# Erinnerungsarbeit
Erinnerungsarbeit ist ein Prozess der Auseinandersetzung mit der Vergangenheit, der sowohl eine ethische als auch eine historische Dimension hat.

## Geschichte und Gedächtnis
Die Prämisse für Erinnerungsarbeit oder travail de mémoire ist, dass Geschichte keine Erinnerung ist. Wir versuchen, die Vergangenheit in der Gegenwart durch Erinnerung, Geschichte und Archive zu repräsentieren. Wie Paul Ricœur argumentierte, ist das Gedächtnis allein fehlbar. Historische Darstellungen sind immer partiell und potentiell falsch, da Historiker nicht mit nackten, uninterpretierten Fakten arbeiten. Historiker konstruieren und benutzen Archive, die Spuren der Vergangenheit enthalten. Allerdings bestimmen Historiker und Bibliothekare, welche Spuren bewahrt und gespeichert werden. Dies ist eine interpretierende Tätigkeit. Historiker stellen Fragen, auf die das Archiv antwortet, was sie zu „Fakten führt, die in singulären, diskreten Sätzen behauptet werden können, die gewöhnlich Daten, Orte, Eigennamen und Verben von Handlungen oder Zuständen enthalten“. Individuen erinnern sich an Ereignisse und Erfahrungen, von denen sie einige mit einem Kollektiv teilen. Durch gegenseitiges Rekonstruieren und Nacherzählen wird das kollektive Gedächtnis rekonstruiert. Individuen werden in einen familiären Diskurs hineingeboren, der bereits einen Hintergrund von gemeinschaftlichen Erinnerungen bietet, vor dem individuelle Erinnerungen geformt werden. Das gemeinschaftliche Gedächtnis einer Gruppe wird zu ihrem gemeinsamen Wissen, das ein soziales Band, ein Gefühl der Zugehörigkeit und Identität schafft. Historiker versuchen, das kollektive Gedächtnis zu bekräftigen, zu korrigieren oder zu widerlegen. Erinnerungsarbeit bedeutet dann, eine ethische Komponente hinzuzufügen, die die Verantwortung für die Aufarbeitung verzerrter Geschichten anerkennt und dadurch das Risiko sozialer Ausgrenzung verringert und die Möglichkeit des sozialen Zusammenhalts von Risikogruppen erhöht.
Das Konzept der Erinnerungsarbeit, das sich von der Geschichte als Erinnerung unterscheidet, findet im Vichy-Syndrom, wie es von Rousso beschrieben wird, einen lehrbuchhaften Fall: In seinem Titel verwendet er die medizinische Lexik, um sich auf das Geschichtsgedächtnis zu beziehen, das von der bewussten Arbeit mit unbewussten Erinnerungen abhängt, um die Darstellung der Geschichte zu revidieren. Dies erfordert ein erweitertes Archiv, das die „mündliche und volkstümliche Überlieferung“ sowie die normalerweise mit den Archiven verbundenen schriftlichen Überlieferungen umfasst.

## Pierre Nora über Erinnerungsarbeit
Pierre Nora führte vor ca. 25 Jahren den Begriff lieu de mémoire ein und führte den Aufschwung der Erinnerungsarbeit auf der Ebene des Nationalstaates auf die Aufarbeitung der verzerrten Geschichte des antisemitischen Vichy-Frankreich (1940–1944) nach dem Tod von Charles de Gaulle im Jahr 1970 zurück. Strukturelle Veränderungen ergaben sich aus dem Ende der Bauernschaft und dem dramatischen wirtschaftlichen Einbruch mit dem weltweiten Anstieg der Ölpreise 1974. Lieu de mémoire schloss Perspektiven, um das kulturelle Gedächtnis besser zu verstehen, anstatt Perspektiven zu öffnen. Er assoziierte Erinnerung mit Ort und Lage.
Bei der Erinnerungsarbeit ist der Prozess der Herstellung eines Bildes oder das, was wir als die Produktion des Imaginären bezeichnen, zentral. Der Schlüssel in der Analyse der erinnerten Geschichte sind daher Widersprüche.

## Jacques Derrida über Erinnerungsarbeit
Nachdem er sich 1966 an der Yale University kennengelernt hatte, war Jacques Derrida ein Kollege und Freund von Paul de Man bis zu de Mans Tod 1983. 1984 hielt Derrida drei Vorlesungen, darunter eine an der Yale University über die Kunst der Erinnerung. In Memories: for Paul de Man (Derrida 1986) beschrieb er die Beziehung zwischen Erinnerungsarbeit und Dekonstruktion in dieser oft zitierten Passage.

„Die eigentliche Bedingung einer Dekonstruktion kann im Werk, innerhalb des zu dekonstruierenden Systems, am Werk sein. Sie kann bereits dort angesiedelt sein, bereits am Werk. Nicht im Zentrum, sondern in einem exzentrischen Zentrum, in einer Ecke, deren Exzentrizität die solide Konzentration des Systems sicherstellt, das an der Konstruktion dessen teilnimmt, was es gleichzeitig zu dekonstruieren droht. Man könnte dann geneigt sein, zu diesem Schluss zu kommen: Dekonstruktion ist keine Operation, die sich im Nachhinein, von außen, eines schönen Tages aufdrängt. Sie ist immer schon im Werk am Werk. Da die zerstörerische Kraft der Dekonstruktion immer schon in der Architektur des Werks selbst enthalten ist, müsste man letztlich nur Gedächtnisarbeit leisten, um dekonstruieren zu können, da dies immer schon der Fall ist. Doch da ich eine genau so formulierte Schlussfolgerung weder akzeptieren noch zurückweisen will, lassen wir diese Frage vorerst in der Schwebe.“

## Barbara Gabriel über Gedächtnisarbeit
Barbara Gabriel lieferte ein Modell, um die Komplexität des Erinnerns und Vergessens zu lesen, indem sie das unheimlich innerhalb der heimlich verortete, in einer freudschen Freud-Struktur. Als Ausgangspunkt untersuchte Gabriel Edgar Reitz’ elfteilige westdeutsche Fernsehserie mit dem Titel Heimat. Reitz’ Arbeit war eine Reaktion auf eine größere Bewegung in der nationalen Erinnerungsarbeit in Deutschland, die zum Teil durch eine amerikanische Fernsehserie mit dem Titel Holocaust provoziert wurde, die von Millionen Menschen gesehen wurde. Als die europäische Kunst im Allgemeinen und die deutsche Kunst im Besonderen in den 1960er Jahren wieder auflebte, erlangten Künstler wie Günter Grass und Edgar Reitz internationale Aufmerksamkeit, da sie sich mit Fragen der Identität in einem geteilten Deutschland nach dem Holocaust auseinandersetzten. Gabriel entwickelte das Konzept eines Impulses zur nationalen Erinnerungsarbeit in Deutschland, der aus der Sehnsucht eines geplagten Subjekts nach einem verlorenen, weit entfernten, nostalgischen Ort, einer utopischen Heimat, herrührte. „Wie konfrontieren wir das, was wir ausgeschlossen haben, um zu sein, sei es die Rückkehr des Verdrängten oder die Rückkehr des Fremden?“ Mit anderen Worten: Das, was wir als „das Andere“ fürchten, ist durch unsere gemeinsame Menschlichkeit in uns selbst. Verdrängte Erinnerungen suchen uns alle heim.

## Künstlerische und aktivistische Erinnerungsarbeit
Nachdem die australische Performance-Künstlerin Tanya Heyward 2005 in Kapstadt, Südafrika, an einem Workshop zur Erinnerungsmethodik teilgenommen hatte, der sich mit den Traumata von Zwangsumsiedlungen befasste, schuf sie 2006 im Melbourner Watch House ein Performance-Stück mit dem Titel Site. Sie bezog sich dabei auf ein Gräberfeld in der Prestwich Street in Kapstadt, Südafrika, mit dreitausend Skeletten aus der Zeit der holländischen Kolonisation, dem größten seiner Art in Südafrika.

## Postkoloniale Sichtweisen
Das Konzept der Erinnerungsarbeit ist Teil einer soziologischen Vorstellung aus postnationaler Sicht. In Anlehnung an Norbert Loeffler: Die Idee der einen nationalen Geschichte ist nur als Frage, nicht als Antwort akzeptabel.
Erinnerungsarbeit ist verwandt mit Identitätsarbeit, die oft mit Vertriebenen in Verbindung gebracht wird. Einige der provokantesten Forschungen zur Erinnerungsarbeit wurden von den Pied-noir oder französischen Kolonialisten in Algerien verfasst, die nach dem Algerienkrieg nach Frankreich zurückkehrten. Beispiele für solche Denker sind Jacques Derrida und Hélène Cixous. Eine weitere bedeutende Schriftstellerin auf diesem Gebiet, Julia Kristeva, verließ ebenfalls ihr Geburtsland und emigrierte im Alter von 24 Jahren von Bulgarien nach Frankreich.

## Bibliographie
- (1955) Ricoeur, Paul. History and Truth. Übersetzt von C. A. Kelbley. Evanston: Northwestern University Press. (2. Auflage 1965)
- (1982) Kristeva, Julia. Powers of Horror. New York: University Press.
- (1983) Kristeva, Julie Nations without Nationalism, trans. L. S. Roudiez (Yale University Press, 1993)
- (1986) Derrida, Jacques. Memoires for Paul de Man, Columbia University Press.
- (1991) Rousso, Henry. Das Vichy-Syndrom: Geschichte und Erinnerung in Frankreich seit 1944. Übersetzt von A. Goldhammer. Cambridge/London: Harvard University Press.
- (1996) Derrida, Jacques. Archive Fever. Übersetzt von E. Prenowitz. Chicago: University of Chicago Press.
- (1997) Cixous, Hélene. Rootprints: Memory and Life Writing: Routledge
- (2000) Ricoeur, Paul. La Mémoire, l'Historie, l'Oubli: l'ordre philosophique: Éditions du Seuil. https://web.archive.org/web/20061009224247/http://www.theology.ie/thinkers/RicoeurMem.htm
- (2002) Nora, Pierre. „Die Gründe für den aktuellen Aufschwung des Gedächtnisses“. Tr@nsit-Virtuelles Forum.22 Abgerufener Zugriff 2002. http://www.eurozine.com/articles/2002-04-19-nora-en.html
- (2004) Gabriel, Barbara. „The Unbearable Strangeness of Being; Edgar Reitz's Heimat and the Ethics of the Unheimlich“ in Postmodernism and the Ethical Subject, edited by B. Gabriel and S. Ilcan. Montreal & Kingston: McGill-Queen's University Press.
- (2008), Haug, Frigga. "Australian Feminist Studies in Memory Work. Band 23, 537–541.
- (2011) Basu, Laura. „Memory dispositifs and national identities: The case of Ned Kelly“ in Memory Studies Journal: 4(1): 33–41.